# Фридлендер, Людвиг
Людвиг Фридлендер (1824—1909) — немецкий филолог и археолог.
Родился в еврейской семье в Кенигсберге. Был профессором в кёнигсбергском университете, затем в страсбургском. Его учёные труды касаются главным образом критики гомеровских поэм и изображения античной, преимущественно древнеримской жизни.
Главным его трудом являются популярные, в лучшем смысле этого слова, «Darstellungen aus der Sittengeschichte Roms» (Лейпциг, 1862—1871; 6 изд., 1889—1890), которым предшествовали: «Ueber den Kunstsinn der Römer in der Kaiserzeit» (Кёнигсберг, 1852) и глава об играх древних римлян в «Handbuch der römischen Altertümer» Беккера и Маркардта (4-й т., Лейпциг, 1856; в обработке Маркардта и Моммзена, т. 6-й, 3-е изд., 1885).
Из его трудов по критике Гомера главные: «Die Homerische Kritik von Wolf bis Grote» (Б., 1853), «Analecta Homerica» (Лейпциг, 1859), «Zwei Homerische Wörterverzeichnisse» (ib., 1861). Им же издан Марциал с комментариями (Лейпциг, 1886) и «Cena Trimalchionis» Петрония, с переводом и комментариями (ib., 1891).